# Percy Ekman
Percy Ekman, född den 6 september 1889 i Göteborg, död den 29 oktober 1966 i Täby, var en svensk militär.
Ekman avlade officersexamen 1911. Han blev underlöjtnant vid Göta artilleriregemente samma år, löjtnant där 1916, kapten där 1924, major där 1935 och överstelöjtnant där 1941. Han befordrades till överste i III. militärområdets reserv 1944. Ekman blev riddare av Svärdsorden 1932.